# Конти, Луиджи (нунций)
Луи́джи Ко́нти (итал. Luigi Conti; 2 марта 1929 — 5 декабря 2015) — итальянский прелат, архиепископ Римско-католической церкви, дипломат Ватикана.

## Биография и посты
Родился 2 марта 1929 года в Чепрано провинции Фрозиноне итальянского региона Лацио. Рукоположён в священники в 25-летнем возрасте 29 сентября 1954 года.
Был назначен папой Павлом VI титулярным архиепископом Грацианы 1 августа 1975 года, рукоположён в сан 5 октября того же года кардиналом Жаном-Мари Вийо.
Сразу по назначению архиепископом был отправлен апостольским нунцием на Гаити. Пребывал на этом посту с 1 августа 1975 года по 19 ноября 1983 года; в 1975—1980 годах по совместительству исполнял обязанности апостольского делегата на Антильских островах. В период его службы на Гаити была построена резиденция для папских нунциев, впоследствии оставшаяся одним из уцелевших зданий и приютившая множество оставшихся без крова при землетрясении и цунами 2010 года.
C 19 ноября 1983 года по 17 января 1987 года был апостольским про-нунцием в Ираке и Кувейте; с 17 января 1987 года по 12 апреля 1991 года — апостольским нунцием в Эквадоре, с 12 апреля 1991 по 15 мая 1999 — в Гондурасе. С 15 мая 1999 года по 8 августа 2001 года исполнял обязанности апостольского нунция в Турции и, со совместительству, в Туркмении. 8 августа 2001 года был назначен апостольским нунцием на Мальте и в Ливии.
В период своего служения нунцием на Гаити, в Эквадоре, в Гондурасе и на Мальте также исполнял обязанности дуайена дипломатического корпуса соответствующих стран.
В июне 2003 года ушел в отставку с дипломатической службы, вернувшись на родину в Чепрано. На обоих последних постах его сменил испанский прелат Феликс дель Бланко-Прието.
Умер на родине 5 декабря 2015 года; прощальная служба была проведена 7 декабря 2015 года в церкви Санта-Мария-Маджоре епископом Амброджо Спреафико.